# Haga (Göteborg)
 (août 2017).
Si vous disposez d'ouvrages ou d'articles de référence ou si vous connaissez des sites web de qualité traitant du thème abordé ici, merci de compléter l'article en donnant les références utiles à sa vérifiabilité et en les liant à la section « Notes et références ».
Pour les articles homonymes, voir Haga.
Haga est un quartier de la ville de Göteborg, connu pour ses maisons pittoresques en bois, son atmosphère du XIXe siècle, et ses cafés. À l'origine, un quartier ouvrier de réputation assez mauvaise, il s'est progressivement transformé en lieu de visite pour les habitants et les touristes.[réf. nécessaire] Une rénovation importante du quartier a eu lieu dans les années 1980. Certaines maisons ont été restaurées tandis que d'autres ont été reconstruites à l'identique.
Aujourd'hui, Haga a une population d'environ 4 000 personnes (4093 en 2006), bien moins que les 15 000 il y a un siècle ; une conséquence de la « gentrification » du quartier.

## Histoire
Le quartier a été créé au milieu du XVIIe siècle par la Reine Christine, établissant ainsi la première banlieue de Göteborg. À l'origine, il avait été décidé, qu'étant en dehors des murs de la ville, le quartier pourrait être détruit au cas où le terrain serait requis par le trône ou en cas de menace de siège. Dans les années 1690, cette règle a été mise en application et 34 maisons ont été détruites pour construire une Caponnière allant des murailles de la ville au Fortin à la couronne.[réf. nécessaire]

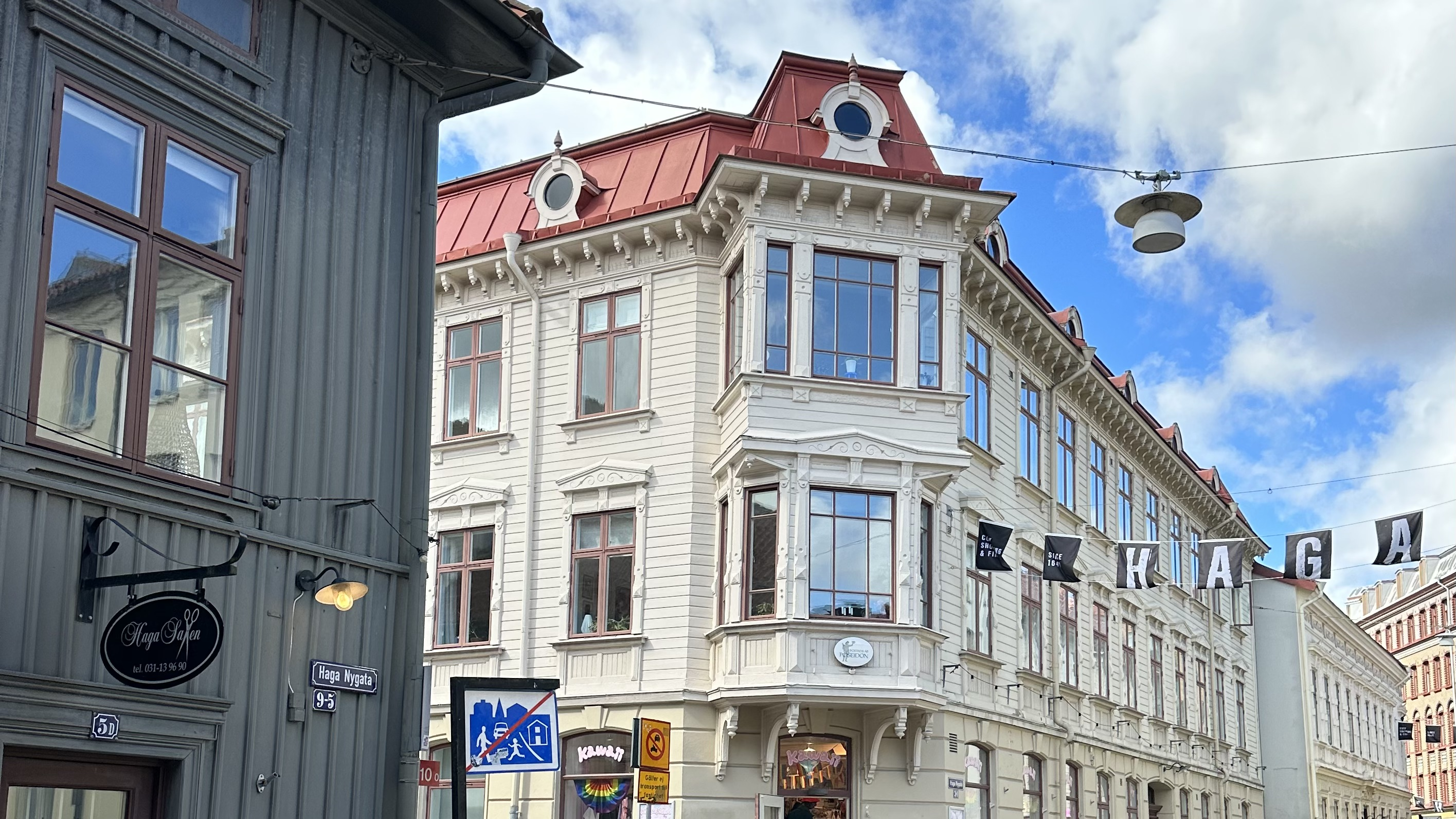

Ce n'est pas avant 1840 que de nouvelles industries se sont établies à Göteborg. Leur implantation a créé un afflux de travailleurs à Haga, créant alors la première banlieue ouvrière de la région. Cela a mené à un manque de logements dans les années 1870 et la création de quartiers ouvriers supplémentaires pour répondre à la croissance rapide de la ville. Dans les années 1920, après une importante expansion du quartier, sa population a commencé à décliner. De nombreux travaux publics ont été annulés et le quartier est devenu principalement résidentiel.[réf. nécessaire]
Un plan de rénovation dessiné en 1962 pour Göteborg avait inclus de nouvelles destructions de bâtiments. Cela mena à la création d'un groupe en 1970 dont le but était de préserver l'architecture originale du lieu. Entre 1973 et 1977, les travaux de démolition ont diminué du fait de la pression des habitants. Celle-ci a aussi poussé les autorités à aider à la restauration de certains bâtiments qui étaient en état de délabrement.